# Test de compétence en coréen
Le test de compétence en coréen (TOPIK) est un test de langue coréenne pour les personnes dont le coréen n'est pas la langue natale. Le test est proposé six fois par an (janvier, avril, mai, juillet, octobre, novembre) en Corée et moins souvent aux personnes qui étudient le coréen dans les autres pays. Depuis 2011, le TOPIK est administré par l'Institut national pour l'éducation internationale (ko), une branche du ministère de l'Éducation en Corée du Sud.

## Histoire
Le test a été mené pour la première fois en 1997 et a été passé par 2 274 personnes. Initialement, le test n'avait lieu qu'une fois par an. En 2009, 180 000 personnes ont passé le test. En 2007, le gouvernement coréen a introduit une loi qui exigeait que les travailleurs chinois d'origine coréenne (sans parents en Corée) obtiennent plus de 200 points (sur 400) dans le Business TOPIK (B-TOPIK) pour qu'ils puissent être inscrits à une loterie pour obtenir le visa travail,.
En 1997-1998, le TOPIK est administré par la Korea Research Foundation (KRF).
En 2012, plus de 150 000 candidats ont passé le TOPIK et le nombre total de personnes ayant passé le test depuis sa date de création a dépassé le million.
| Année | Nombre de candidats |
| ----- | ------------------- |
| 1997  | 2 692               |
| 2006  | 34 028              |
| 2012  | 151 166             |